# Clasificación para el Campeonato Europeo de Baloncesto Femenino de 2025
La fase de clasificación para el Campeonato Europeo de Baloncesto Femenino de 2025 se celebró entre noviembre de 2023 y febrero de 2025 para decidir los 12 equipos que se unirán a los coanfitriones República Checa, Alemania, Grecia e Italia. Participaron 36 equipos divididos en ocho grupos de cuatro equipos. Los ocho ganadores de grupo y los cuatro segundos mejores equipos se clasificaron para la fase final. Los cuatro coanfitriones se colocaron en el mismo grupo.

## Sorteo
El sorteo de grupos tuvo lugar el 19 de septiembre de 2023 en Mies, Suiza, y los cabezas de serie se definieron según su posición en el Ranking FIBA a 21 de agosto de 2023. 
| Team    | Pos |
| ------- | --- |
| España  | 4   |
| Bélgica | 6   |
| Francia | 7   |
| Serbia  | 10  |

| Team                 | Pos |
| -------------------- | --- |
| Turquía              | 14  |
| Bosnia y Herzegovina | 17  |
| Hungría              | 19  |
| Gran Bretaña         | 21  |

| Team       | Pos |
| ---------- | --- |
| Montenegro | 24  |
| Eslovenia  | 26  |
| Suecia     | 27  |
| Eslovaquia | 28  |

| Team    | Pos |
| ------- | --- |
| Letonia | 29  |
| Ucrania | 34  |
| Croacia | 36  |
| Polonia | 44  |

| Team         | Pos |
| ------------ | --- |
| Lituania     | 46  |
| Portugal     | 48  |
| Israel       | 49  |
| Países Bajos | 50  |

| Team      | Pos |
| --------- | --- |
| Rumania   | 54  |
| Dinamarca | 56  |
| Bulgaria  | 58  |
| Suiza     | 60  |

| Team       | Pos |
| ---------- | --- |
| Islandia   | 65  |
| Finlandia  | 66  |
| Luxemburgo | 68  |
| Estonia    | 69  |

| Team                | Pos |
| ------------------- | --- |
| Macedonia del Norte | 75  |
| Irlanda             | 80  |
| Austria             | 85  |
| Azerbaiyán          | SR  |

| Team            | Pos |
| --------------- | --- |
| Italia          | 15  |
| Grecia          | 18  |
| República Checa | 22  |
| Alemania        | 25  |

Como novedad, las 4 selecciones anfitrionas fueron asignadas al grupo I, ya que sus resultados no cuentan para la fase clasificatoria al estar automáticamente clasificadas. El resto de equipos se organizaron en ocho grupos de cuatro equipos cada uno. Los equipos del bombo 1 se ubicaron en los grupos A, C, E y G, junto con los equipos de los bombos 4, 5 y 8. Los equipos del bombo 2 se ubicaron en los grupos B, D, F y H, junto con los de los bombos 3, 6 y 7. Los grupos quedaron definidos de la siguiente forma:
| Grupo A                             | Grupo B                              | Grupo C                                     | Grupo D                                          |
| ----------------------------------- | ------------------------------------ | ------------------------------------------- | ------------------------------------------------ |
| Austria Croacia España Países Bajos | Bulgaria Eslovenia Finlandia Hungría | Azerbaiyán Bélgica Lituania Polonia         | Dinamarca Estonia Gran Bretaña Suecia            |
| Grupo E                             | Grupo F                              | Grupo G                                     | Grupo H                                          |
| Francia Irlanda Israel Letonia      | Eslovaquia Islandia Rumania Turquía  | Macedonia del Norte Serbia Portugal Ucrania | Bosnia y Herzegovina Luxemburgo Montenegro Suiza |

## Grupos
Los ocho equipos que acaben primeros de cada grupo clasificarán para el EuroBasket femenino de 2025, junto con los anfitriones y los cuatro mejores segundos clasificados.
Todos los horarios se muestran en el huso horario local.

### Grupo A
| Pos. | Equipo       | PJ | G | P | GF  | GC  | DG   | Pts | Clasificación   |       | ESP   | CRO   | NED   | AUT   |
| ---- | ------------ | -- | - | - | --- | --- | ---- | --- | --------------- | ----- | ----- | ----- | ----- | ----- |
| 1    | España       | 6  | 6 | 0 | 446 | 329 | +117 | 12  | EuroBasket 2025 |       | —     | 78–62 | 66–59 | 75–34 |
| 2    | Croacia      | 6  | 4 | 2 | 456 | 407 | +49  | 10  |                 |       | 65–70 | —     | 81–57 | 65–57 |
| 3    | Países Bajos | 6  | 2 | 4 | 382 | 422 | −40  | 8   |                 | 64–81 | 65–92 | —     | 64–45 |       |
| 4    | Austria      | 6  | 0 | 6 | 318 | 444 | −126 | 6   |                 | 45–76 | 80–91 | 57–73 | —     |       |

 Fuente: FIBA
Criterios de clasificación: 1) Puntos; 2) Enfrentamientos directos; 3) Diferencia de puntos; 4) Puntos anotados.
Primera ventana
| 9 de noviembre de 2023 | Croacia                                              | 65–70                                 | España                                           | Split |  |
| 18:00                  | Parciales: 19–16, 15–16, 11–15, 20–23                | Parciales: 19–16, 15–16, 11–15, 20–23 | Parciales: 19–16, 15–16, 11–15, 20–23            | |  |
|                        | Estadísticas Bura 15 Bura 8 tres jugadoras 4 Bura 23 | Reporte Pts Reb Asts Val              | Estadísticas 12 Conde 7 Casas 5 Cazorla 20 Casas | Pabellón: Gripe Sports Hall Asistencia: 300 espectadores Árbitros: Viola Györgyi Paulina Karolina Gajdosz Andrea Bongiorni |  |

| 9 de noviembre de 2023 | Países Bajos                                 | 64–45                                | Austria                                                                     | Ámsterdam |  |
| 19:30                  | Parciales: 20–4, 11–13, 18–12, 15–16         | Parciales: 20–4, 11–13, 18–12, 15–16 | Parciales: 20–4, 11–13, 18–12, 15–16                                        | |  |
|                        | Estadísticas Hof 14 Hof 18 Westerik 5 Hof 28 | Reporte Pts Reb Asts Val             | Estadísticas 9 Zderadicka 5 tres jugadoras 3 Fuchs-Robetin 7 tres jugadoras | Pabellón: Sporthallen Zuid Asistencia: 1500 espectadores Árbitros: Kate Unsworth Marion Ortis Martin van Hoye |  |

| 12 de noviembre de 2023 | España                                          | 75–34                             | Austria                                                                 | Tenerife |  |
| 12:00                   | Parciales: 20–9, 23–8, 15–8, 17–9               | Parciales: 20–9, 23–8, 15–8, 17–9 | Parciales: 20–9, 23–8, 15–8, 17–9                                       | |  |
|                         | Estadísticas Ginzo 16 Gil 11 Domínguez 5 Gil 30 | Reporte Pts Reb Asts Val          | Estadísticas 10 Schicher 9 Schicher 2 Fuchs-Robetin, Koizar 15 Schicher | Pabellón: Pabellón Insular Santiago Martín Asistencia: 2350 espectadores Árbitros: José Pedroso James Kerry Dominique Laure Coanus |  |

| 12 de noviembre de 2023 | Croacia                                             | 81–57                                | Países Bajos                                 | Split |  |
| 18:00                   | Parciales: 31–14, 26–15, 6–15, 18–13                | Parciales: 31–14, 26–15, 6–15, 18–13 | Parciales: 31–14, 26–15, 6–15, 18–13         | |  |
|                         | Estadísticas Slonjšak 16 Zellous 9 Lazić 8 Lazić 22 | Reporte Pts Reb Asts Val             | Estadísticas 14 Hof 14 Hof 7 Westerik 25 Hof | Pabellón: Gripe Sports Hall Asistencia: 300 espectadores Árbitros: Amal Dahra Valentin Oliot Veronika Obertová |  |

Segunda ventana
| 7 de noviembre de 2024 | Austria                                                         | 80–91                                 | Croacia                                                 | Viena |  |
| 20:20                  | Parciales: 23–21, 18–27, 21–18, 18–25                           | Parciales: 23–21, 18–27, 21–18, 18–25 | Parciales: 23–21, 18–27, 21–18, 18–25                   | |  |
|                        | Estadísticas Sagerer, Allesch 15 Allesch 14 Koizar 7 Allesch 28 | Reporte Pts Reb Asts Val              | Estadísticas 26 Cvitković 11 Begić 4 Begić 28 Cvitković | Pabellón: Hallmann Dome Asistencia: 1000 espectadores Árbitros: Silvia Marziali Petr Blahout Viktor Nagy |  |

| 7 de noviembre de 2024 | España                                      | 66–59                                | Países Bajos                                  | Castellón |  |
| 21:00                  | Parciales: 16–7, 15–18, 19–16, 16–18        | Parciales: 16–7, 15–18, 19–16, 16–18 | Parciales: 16–7, 15–18, 19–16, 16–18          | |  |
|                        | Estadísticas Conde 17 Fam 10 Ortiz 4 Fam 21 | Reporte Pts Reb Asts Val             | Estadísticas 19 Hof 12 Hof 4 Cornelius 21 Hof | Pabellón: Pabellón Ciutat de Castelló Asistencia: 920 espectadores Árbitros: Emma Perry Chess van Looy Ana M. Forte de Pinho Costa |  |

| 10 de noviembre de 2024 | Austria                                                      | 57–73                                | Países Bajos                                            | Viena |  |
| 18:00                   | Parciales: 23–25, 10–11, 6–17, 18–20                         | Parciales: 23–25, 10–11, 6–17, 18–20 | Parciales: 23–25, 10–11, 6–17, 18–20                    | |  |
|                         | Estadísticas Sagerer 20 Koizar 8 Sagerer, Koizar 3 Koizar 19 | Reporte Pts Reb Asts Val             | Estadísticas 18 Driessen 11 Hof 8 Cornelius 20 Driessen | Pabellón: Hallmann Dome Asistencia: 800 espectadores Árbitros: Armin Mutapcic Irene Frosolini Stefan Kuburović |  |

| 10 de noviembre de 2024 | España                                            | 78–62                                 | Croacia                                                    | Castellón |  |
| 19:00                   | Parciales: 18–18, 25–16, 21–16, 14–12             | Parciales: 18–18, 25–16, 21–16, 14–12 | Parciales: 18–18, 25–16, 21–16, 14–12                      | |  |
|                         | Estadísticas Ginzo 15 Ginzo 8 Cazorla 8 Martín 17 | Reporte Pts Reb Asts Val              | Estadísticas 24 Cvitković 11 Begić 8 Slonjšak 26 Cvitković | Pabellón: Pabellón Ciutat de Castelló Asistencia: 1900 espectadores Árbitros: Ewa Matuszewska Edgard Ceccarelli Tolga Edis |  |

Tercera ventana
| 6 de febrero de 2025 | Austria                                             | 45–76                                | España                                             | Viena |  |
| 19:00                | Parciales: 17–28, 10–15, 8–16, 10–17                | Parciales: 17–28, 10–15, 8–16, 10–17 | Parciales: 17–28, 10–15, 8–16, 10–17               | |  |
|                      | Estadísticas Sagerer 11 Koizar 4 Koizar 4 Sagerer 8 | Reporte Pts Reb Asts Val             | Estadísticas 18 Gustafson 8 Fam 6 Cazorla 24 Pueyo | Pabellón: Hallmann Dome Asistencia: 500 espectadores Árbitros: Ivana Ivanovic Natasa Dragojevic Alexandra Subernetcaia |  |

| 6 de febrero de 2025 | Países Bajos                                 | 65–92                                 | Croacia                                               | Almere |  |
| 19:30                | Parciales: 19–19, 20–29, 16–19, 10–25        | Parciales: 19–19, 20–29, 16–19, 10–25 | Parciales: 19–19, 20–29, 16–19, 10–25                 | |  |
|                      | Estadísticas Hof 22 Hof 8 Cornelius 5 Hof 21 | Reporte Pts Reb Asts Val              | Estadísticas 29 Zellous 8 Slonjsak 6 Lazić 23 Zellous | Pabellón: Topsportcentrum Asistencia: 500 espectadores Árbitros: Cecília Montgomery-Tóth Valentin Oliot Marek Kukelcic |  |

| 9 de febrero de 2025 | Países Bajos                                               | 64–81                                 | España                                                       | Almere |  |
| 14:30                | Parciales: 15–19, 16–17, 13–28, 20–17                      | Parciales: 15–19, 16–17, 13–28, 20–17 | Parciales: 15–19, 16–17, 13–28, 20–17                        | |  |
|                      | Estadísticas Cornelius 14 Hof 12 Cornelius 10 Cornelius 23 | Reporte Pts Reb Asts Val              | Estadísticas 27 Gustafson 11 Gustafson 3 Martín 33 Gustafson | Pabellón: Topsportcentrum Asistencia: 2000 espectadores Árbitros: Cisil Güngör Martin van Hoye Kristine Simanoviča |  |

| 9 de febrero de 2025 | Croacia                                                                   | 65–57                                | Austria                                                            | Gospić |  |
| 19:30                | Parciales: 26–11, 13–8, 16–19, 10–19                                      | Parciales: 26–11, 13–8, 16–19, 10–19 | Parciales: 26–11, 13–8, 16–19, 10–19                               | |  |
|                      | Estadísticas Zellous 18 Slonjšak, Tadić 9 Zellous 6 Zellous, Cvitković 16 | Reporte Pts Reb Asts Val             | Estadísticas 15 Sagerer 10 Fuchs-Robetin 5 Koizar 20 Fuchs-Robetin | Pabellón: Gradska Skolska Sportska Dvorana Asistencia: 1000 espectadores Árbitros: Özlem Yalman Balász Mészáros Valerio Grigioni |  |

### Grupo B
| Pos. | Equipo    | PJ | G | P | GF  | GC  | DG  | Pts | Clasificación   |       | SVN   | HUN   | FIN   | BUL   |
| ---- | --------- | -- | - | - | --- | --- | --- | --- | --------------- | ----- | ----- | ----- | ----- | ----- |
| 1    | Eslovenia | 6  | 5 | 1 | 477 | 392 | +85 | 11  | EuroBasket 2025 |       | —     | 74–67 | 96–47 | 78–63 |
| 2    | Hungría   | 6  | 3 | 3 | 441 | 406 | +35 | 9   |                 |       | 70–51 | —     | 80–50 | 68–83 |
| 3    | Finlandia | 6  | 2 | 4 | 375 | 464 | −89 | 8   |                 | 62–84 | 56–67 | —     | 85–72 |       |
| 4    | Bulgaria  | 6  | 2 | 4 | 458 | 489 | −31 | 8   |                 | 83–94 | 92–89 | 65–75 | —     |       |

 Fuente: FIBA
Criterios de clasificación: 1) Puntos; 2) Enfrentamientos directos; 3) Diferencia de puntos; 4) Puntos anotados.
Notas:
1. 1 2  Finlandia 160–137 Bulgaria

Primera ventana
| 9 de noviembre de 2023 | Hungría                                                 | 70–51                               | Eslovenia                                            | Sopron |  |
| 18:00                  | Parciales: 25–19, 15–9, 18–9, 12–14                     | Parciales: 25–19, 15–9, 18–9, 12–14 | Parciales: 25–19, 15–9, 18–9, 12–14                  | |  |
|                        | Estadísticas Kiss 16 Goree, Juhász 8 Studer 6 Studer 18 | Reporte Pts Reb Asts Val            | Estadísticas 26 Lisec 6 Friškovec 4 Krošelj 27 Lisec | Pabellón: Aréna Sopron Asistencia: 1200 espectadores Árbitros: Esperanza Mendoza Marina Mekelová Peter Ženiš |  |

| 9 de noviembre de 2023 | Bulgaria                                                  | 65–75                                | Finlandia                                          | Samokov |  |
| 19:00                  | Parciales: 24–23, 11–10, 8–17, 22–25                      | Parciales: 24–23, 11–10, 8–17, 22–25 | Parciales: 24–23, 11–10, 8–17, 22–25               | |  |
|                        | Estadísticas Hristova 27 Ivanova 6 Hristova 4 Hristova 25 | Reporte Pts Reb Asts Val             | Estadísticas 27 Kuier 11 Kuier 5 Lahtinen 32 Kuier | Pabellón: Arena Samokov Asistencia: 1200 espectadores Árbitros: Ivana Ivanović Ewa Matuszewska Milita Stalaučinskaitė |  |

| 12 de noviembre de 2023 | Finlandia                                                     | 56–67                                 | Hungría                                                  | Helsinki                                                                                                  |  |
| 16:00                   | Parciales: 13–15, 15–16, 15–15, 13–21                         | Parciales: 13–15, 15–16, 15–15, 13–21 | Parciales: 13–15, 15–16, 15–15, 13–21                    | |  |
|                         | Estadísticas Kuier 17 Kuier 10 Koskimies, Lahtinen 4 Kuier 20 | Reporte Pts Reb Asts Val              | Estadísticas 11 tres jugadoras 7 Juhász 5 Lelik 15 Lelik | Pabellón: Urheahalli Asistencia: 1150 espectadores Árbitros: Jelena Tomić Ivana Radinović Aurimas Borusas |  |

| 12 de noviembre de 2023 | Eslovenia                                          | 78–63                                 | Bulgaria                                                            | Liubliana |  |
| 17:30                   | Parciales: 14–17, 21–19, 27–16, 16–11              | Parciales: 14–17, 21–19, 27–16, 16–11 | Parciales: 14–17, 21–19, 27–16, 16–11                               | |  |
|                         | Estadísticas Lisec 28 Lisec 7 Friškovec 6 Lisec 37 | Reporte Pts Reb Asts Val              | Estadísticas 25 Hristova 5 Hristova 2 Ivanova, Nikolova 18 Hristova | Pabellón: Kodeljevo Hall Asistencia: 600 espectadores Árbitros: Jan Baloun Andrea Bongiorni Sandra Sánchez González |  |

Segunda ventana
| 7 de noviembre de 2024 | Hungría                                           | 68–83                                 | Bulgaria                                                                   | Miskolc |  |
| 18:00                  | Parciales: 23–20, 10–31, 18–15, 17–17             | Parciales: 23–20, 10–31, 18–15, 17–17 | Parciales: 23–20, 10–31, 18–15, 17–17                                      | |  |
|                        | Estadísticas Juhász 21 Juhász 9 Lelik 5 Juhász 24 | Reporte Pts Reb Asts Val              | Estadísticas 25 Hillsman, Hristova 12 Hillsman 9 Konstantinova 28 Hillsman | Pabellón: DVTK Arena Asistencia: 1500 espectadores Árbitros: Nataša Dragojević Anna Belousova Bogna Podkowińska |  |

| 7 de noviembre de 2024 | Finlandia                                            | 62–84                                 | Eslovenia                                              | Helsinki |  |
| 18:30                  | Parciales: 15–18, 17–18, 15–25, 15–23                | Parciales: 15–18, 17–18, 15–25, 15–23 | Parciales: 15–18, 17–18, 15–25, 15–23                  | |  |
|                        | Estadísticas Kuier 17 Kuier 11 Lehtoranta 4 Kuier 23 | Reporte Pts Reb Asts Val              | Estadísticas 29 Shepard 23 Shepard 5 Jelenc 46 Shepard | Pabellón: Urheahalli Asistencia: 952 espectadores Árbitros: Paulina Karolina Gajdosz David Tomasson Sara Månsson |  |

| 10 de noviembre de 2024 | Finlandia                                        | 85–72                                | Bulgaria                                                   | Helsinki                                                                                                   |  |
| 17:00                   | Parciales: 27–21, 32–7, 12–32, 14–12             | Parciales: 27–21, 32–7, 12–32, 14–12 | Parciales: 27–21, 32–7, 12–32, 14–12                       | |  |
|                         | Estadísticas Kuier 30 Kuier 11 Bejedi 9 Kuier 39 | Reporte Pts Reb Asts Val             | Estadísticas 22 Hillsman 10 Hillsman 7 Ivanova 23 Hillsman | Pabellón: Urheahalli Asistencia: 1100 espectadores Árbitros: Nikola Bejat Martina Mekelová Blazo Begenisic |  |

| 10 de noviembre de 2024 | Eslovenia                                                        | 74–67                                 | Hungría                                         | Liubliana |  |
| 18:00                   | Parciales: 19–18, 20–16, 13–14, 22–19                            | Parciales: 19–18, 20–16, 13–14, 22–19 | Parciales: 19–18, 20–16, 13–14, 22–19           | |  |
|                         | Estadísticas Friškovec 23 Shepard 17 tres jugadoras 4 Shepard 30 | Reporte Pts Reb Asts Val              | Estadísticas 15 Határ 9 Juhász 6 Lelik 17 Határ | Pabellón: Kodeljevo Hall Asistencia: 800 espectadores Árbitros: Veronika Obertová Çisil Güngör Nikolaos Tziopanos |  |

Tercera ventana
| 6 de febrero de 2025 | Hungría                                              | 80–50                               | Finlandia                                                   | Miskolc |  |
| 18:00                | Parciales: 20–8, 19–13, 24–9, 17–20                  | Parciales: 20–8, 19–13, 24–9, 17–20 | Parciales: 20–8, 19–13, 24–9, 17–20                         | |  |
|                      | Estadísticas Turner 16 Juhász 11 Kányási 7 Juhász 18 | Reporte Pts Reb Asts Val            | Estadísticas 15 Kuier 6 Tulonen 4 Kuier, Lahtinen 11 Bejedi | Pabellón: DVTK Arena Asistencia: 2100 espectadores Árbitros: Jelena Tomic Maria Ignatiou Aleksandar Radonjić |  |

| 6 de febrero de 2025 | Bulgaria                                                               | 83–94                                 | Eslovenia                                          | Botevgrad |  |
| 19:00                | Parciales: 24–23, 21–23, 17–23, 21–25                                  | Parciales: 24–23, 21–23, 17–23, 21–25 | Parciales: 24–23, 21–23, 17–23, 21–25              | |  |
|                      | Estadísticas Hillsman, Hristova Hillsman 9 Konstantinova 7 Hillsman 33 | Reporte Pts Reb Asts Val              | Estadísticas 21 Lisec 8 Lisec 7 Friškovec 31 Lisec | Pabellón: Arena Botevgrad Asistencia: 1000 espectadores Árbitros: Silvia Marziali Tolga Edis Ioannis Tsibouris |  |

| 9 de febrero de 2025 | Bulgaria                                                                                  | TE 92–89                                            | Hungría                                             | Botevgrad                                                                                                 |  |
| 19:00                | Parciales: 18–22, 16–19, 23–16, 21–21 (T.E.: 14–11)                                       | Parciales: 18–22, 16–19, 23–16, 21–21 (T.E.: 14–11) | Parciales: 18–22, 16–19, 23–16, 21–21 (T.E.: 14–11) | |  |
|                      | Estadísticas Hillsman, Hristova 24 Hillsman 13 Konstantinova 5 Hillsman, Konstantinova 25 | Reporte Pts Reb Asts Val                            | Estadísticas 19 Turner 10 Turner 6 Lelik 19 Kiss    | Pabellón: Arena Botevgrad Asistencia: 2000 espectadores Árbitros: Duhan Köyici Amal Dahra Ilias Kounelles |  |

| 9 de febrero de 2025 | Eslovenia                                             | 96–47                                | Finlandia                                                  | Liubliana                                                                                                  |  |
| 18:00                | Parciales: 21–14, 18–14, 33–4, 24–15                  | Parciales: 21–14, 18–14, 33–4, 24–15 | Parciales: 21–14, 18–14, 33–4, 24–15                       | |  |
|                      | Estadísticas Shepard 20 Shepard 12 Lisec 5 Shepard 30 | Reporte Pts Reb Asts Val             | Estadísticas 17 Kuier 6' Kuier, Aijanen 4 Onnela 15 Onnela | Pabellón: Kodeljevo Hall Asistencia: 1500 espectadores Árbitros: Andrea Bongiorni Can Mavisu Dennis Sirowi |  |

### Grupo C
| Pos. | Equipo     | PJ | G | P | GF  | GC  | DG   | Pts | Clasificación   |        | BEL    | LTU   | POL   | AZE    |
| ---- | ---------- | -- | - | - | --- | --- | ---- | --- | --------------- | ------ | ------ | ----- | ----- | ------ |
| 1    | Bélgica    | 6  | 5 | 1 | 526 | 335 | +191 | 11  | EuroBasket 2025 |        | —      | 81–70 | 62–67 | 97–24  |
| 2    | Lituania   | 6  | 4 | 2 | 493 | 402 | +91  | 10  | EuroBasket 2025 |        | 69–70  | —     | 72–69 | 99–62  |
| 3    | Polonia    | 6  | 3 | 3 | 479 | 374 | +105 | 9   |                 |        | 77–80  | 73–75 | —     | 105–51 |
| 4    | Azerbaiyán | 6  | 0 | 6 | 246 | 633 | −387 | 6   |                 | 28–136 | 47–108 | 34–88 | —     |        |

 Fuente: FIBA
Criterios de clasificación: 1) Puntos; 2) Enfrentamientos directos; 3) Diferencia de puntos; 4) Puntos anotados.
Primera ventana
| 8 de noviembre de 2023 | Bélgica                                                    | 62–67                                 | Polonia                                               | Amberes |  |
| 20:30                  | Parciales: 14–18, 10–18, 20–13, 18–18                      | Parciales: 14–18, 10–18, 20–13, 18–18 | Parciales: 14–18, 10–18, 20–13, 18–18                 | |  |
|                        | Estadísticas Meesseman 16 Linskens 9 Allemand 7 Delaere 18 | Reporte Pts Reb Asts Val              | Estadísticas 21 Mavunga 9 Telenga 10 Gajda 20 Mavunga | Pabellón: Sportpaleis Asistencia: 3800 espectadores Árbitros: Sonia Teixeira Suzana Vujičić Edgard Ceccarelli |  |

| 9 de noviembre de 2023 | Lituania                                                             | 99–62                                 | Azerbaiyán                                                       | Vilnius                                                                                              |  |
| 19:30                  | Parciales: 22–18, 24–19, 30–11, 23–14                                | Parciales: 22–18, 24–19, 30–11, 23–14 | Parciales: 22–18, 24–19, 30–11, 23–14                            | |  |
|                        | Estadísticas Labuckienė 20 Miškinienė 10 Donskichytė 6 Miškinienė 17 | Reporte Pts Reb Asts Val              | Estadísticas 24 Fraser 10 Mollenhauer 8 Deniskina 29 Mollenhauer | Pabellón: Jeep Arena Asistencia: 550 espectadores Árbitros: Andrada Csender Joona Haaja Sara Månsson |  |

| 12 de noviembre de 2024 | Azerbaiyán                                                                 | 28–136                             | Bélgica                                                       | Bakú |  |
| 14:00                   | Parciales: 6–25, 4–38, 6–39, 12–34                                         | Parciales: 6–25, 4–38, 6–39, 12–34 | Parciales: 6–25, 4–38, 6–39, 12–34                            | |  |
|                         | Estadísticas Ulyanova, Mollenhauer 7 Mollenhauer 5 Deniskina 2 Ramazanli 3 | Reporte Pts Reb Asts Val           | Estadísticas 31 Meesseman 11 Meesseman 14 Vanloo 56 Meesseman | Pabellón: Sarkhadchi Sport Center Asistencia: 500 espectadores Árbitros: Aikaterini Asimakaki Marina Shalamberidze Kirile Tvauri |  |

| 12 de noviembre de 2024 | Polonia                                                           | 73–75 TE                                          | Lituania                                                            | Katowice |  |
| 16:15                   | Parciales: 28–15, 14–17, 10–20, 14–14 (T.E.: 7–9)                 | Parciales: 28–15, 14–17, 10–20, 14–14 (T.E.: 7–9) | Parciales: 28–15, 14–17, 10–20, 14–14 (T.E.: 7–9)                   | |  |
|                         | Estadísticas Mavunga 18 Mavunga 10 Niemojewska 7 tres jugadoras 9 | Reporte Pts Reb Asts Val                          | Estadísticas 25 Petronytė 5 tres jugadoras 7 Petronytė 34 Petronytė | Pabellón: Hala Szopienice Asistencia: 1250 espectadores Árbitros: Esperanza Mendoza Veronika Vávrová Aleksandar Radonjić |  |

Segunda ventana
| 7 de noviembre de 2024 | Polonia                                                 | 105–51                                | Azerbaiyán                                                                 | Sosnowiec |  |
| 20:30                  | Parciales: 32–16, 32–15, 20–10, 21–10                   | Parciales: 32–16, 32–15, 20–10, 21–10 | Parciales: 32–16, 32–15, 20–10, 21–10                                      | |  |
|                        | Estadísticas Mavunga 18 Borkowska 10 Gajda 9 Mavunga 25 | Reporte Pts Reb Asts Val              | Estadísticas 24 Mollenhauer 5 Ulyanova, Mollenhauer 3 Carter 6 Mollenhauer | Pabellón: ArcelorMittal Park Asistencia: 582 espectadores Árbitros: Josh Bowe Kristīne Simanoviča Marija Ćirić |  |

| 7 de noviembre de 2024 | Bélgica                                                      | 81–70                                 | Lituania                                                        | Amberes                                                                                                 |  |
| 20:45                  | Parciales: 19–15, 22–20, 25–14, 15–21                        | Parciales: 19–15, 22–20, 25–14, 15–21 | Parciales: 19–15, 22–20, 25–14, 15–21                           | |  |
|                        | Estadísticas Meesseman 17 Meesseman 7 Allemand 9 Allemand 25 | Reporte Pts Reb Asts Val              | Estadísticas 18 Juškaitė 7 Labuckienė 7 Donskichytė 18 Juškaitė | Pabellón: Sportpaleis Asistencia: 9938 espectadores Árbitros: Ariadna Chueca Gavin Williams Tijmen Last |  |

| 10 de noviembre de 2024 | Azerbaiyán                                                           | 47–108                               | Lituania                                                                             | Sosnowiec |  |
| 17:00                   | Parciales: 16–23, 13–30, 13–24, 5–31                                 | Parciales: 16–23, 13–30, 13–24, 5–31 | Parciales: 16–23, 13–30, 13–24, 5–31                                                 | |  |
|                         | Estadísticas Carter 23 Mollenhauer 8 Carter 4 Carter, Mollenhauer 11 | Reporte Pts Reb Asts Val             | Estadísticas 17 Jocytė, Juškaitė 15 Miškinienė 7 Miškinienė, Donskichytė 27 Juškaitė | Pabellón: ArcelorMittal Park Asistencia: 100 espectadores Árbitros: Veronika Vávrová Denys Povorozniuk Yurii Shcherbak |  |

| 10 de noviembre de 2024 | Polonia                                              | 77–80                                 | Bélgica                                                       | Sosnowiec |  |
| 20:30                   | Parciales: 17–17, 24–15, 16–24, 20–24                | Parciales: 17–17, 24–15, 16–24, 20–24 | Parciales: 17–17, 24–15, 16–24, 20–24                         | |  |
|                         | Estadísticas Skobel 22 Mavunga 11 Gajda 10 Skobel 23 | Reporte Pts Reb Asts Val              | Estadísticas 29 Meesseman 8 Meesseman 7 Allemand 37 Meesseman | Pabellón: ArcelorMittal Park Asistencia: 1700 espectadores Árbitros: Cecília Montgomery-Tóth Elvis Binders-Čoders Ioannis Agrafiotis |  |

Tercera ventana
| 6 de febrero de 2025 | Bélgica                                                    | 97–24                             | Azerbaiyán                                                                | Ostende                                                                                                |  |
| 20:15                | Parciales: 27–5, 25–7, 29–4, 16–8                          | Parciales: 27–5, 25–7, 29–4, 16–8 | Parciales: 27–5, 25–7, 29–4, 16–8                                         | |  |
|                      | Estadísticas Linskens 17 Linskens 12 Ramette 7 Linskens 33 | Reporte Pts Reb Asts Val          | Estadísticas 7 Akbingol, Mollenhauer 6 Akbingol 3 Mollenhauer 5 Ramazanli | Pabellón: COREtec Dôme Asistencia: 4999 espectadores Árbitros: Emma Perry Lynn Weiwers Alexandre Maret |  |

| 6 de febrero de 2025 | Lituania                                                   | 72–69                                 | Polonia                                                       | Vilnius |  |
| 18:30                | Parciales: 18–22, 22–13, 16–15, 16–19                      | Parciales: 18–22, 22–13, 16–15, 16–19 | Parciales: 18–22, 22–13, 16–15, 16–19                         | |  |
|                      | Estadísticas Juškaitė 17 Miškinienė 8 Jocytė 5 Juškaitė 22 | Reporte Pts Reb Asts Val              | Estadísticas 18 Skobel 6 Gertchen, Mavunga Gajda 8 Mavunga 18 | Pabellón: Active Vilnius Arena Asistencia: 2345 espectadores Árbitros: Özlem Yalman Edgard Ceccarelli Ritvars Helmsteins |  |

| 9 de febrero de 2025 | Lituania                                           | 69–70                                 | Bélgica                                                     | Vilnius |  |
| 15:00                | Parciales: 13–15, 25–20, 17–13, 14–22              | Parciales: 13–15, 25–20, 17–13, 14–22 | Parciales: 13–15, 25–20, 17–13, 14–22                       | |  |
|                      | Estadísticas Jocytė 22 Jocytė 6 Jocytė 6 Jocytė 22 | Reporte Pts Reb Asts Val              | Estadísticas 17 Vanloo 11 Linskens 7 Meesseman 16 Meesseman | Pabellón: Twinsbet Arena Asistencia: 4450 espectadores Árbitros: Viola Györgyi Zdenko Tomasovic Rainis Värv |  |

| 9 de febrero de 2025 | Azerbaiyán                                                           | 34–88                               | Polonia                                                       | Bakú |  |
| 17:00                | Parciales: 2–18, 13–21, 11–32, 8–17                                  | Parciales: 2–18, 13–21, 11–32, 8–17 | Parciales: 2–18, 13–21, 11–32, 8–17                           | |  |
|                      | Estadísticas Mollenhauer 16 Akbingol 9 tres jugadoras 2 Ismayilova 6 | Reporte Pts Reb Asts Val            | Estadísticas 15 Mielnicka, Pyka 18 Telenga 8 Gajda 26 Telenga | Pabellón: Sarkhadchi Sport Center Asistencia: 750 espectadores Árbitros: Nikolaos Tziopanos Polat Parlak Marina Shalamberidze |  |

### Grupo D
| Pos. | Equipo       | PJ | G | P | GF  | GC  | DG   | Pts | Clasificación   |       | SWE   | GBR   | DEN   | EST   |
| ---- | ------------ | -- | - | - | --- | --- | ---- | --- | --------------- | ----- | ----- | ----- | ----- | ----- |
| 1    | Suecia       | 6  | 6 | 0 | 453 | 366 | +87  | 12  | EuroBasket 2025 |       | —     | 63–60 | 76–69 | 70–51 |
| 2    | Gran Bretaña | 6  | 4 | 2 | 448 | 334 | +114 | 10  | EuroBasket 2025 |       | 62–64 | —     | 75–62 | 93–42 |
| 3    | Dinamarca    | 6  | 1 | 5 | 400 | 443 | −43  | 7   |                 |       | 72–98 | 58–75 | —     | 81–53 |
| 4    | Estonia      | 6  | 1 | 5 | 309 | 467 | −158 | 7   |                 | 52–82 | 45–83 | 66–58 | —     |       |

 Fuente: FIBA
Criterios de clasificación: 1) Puntos; 2) Enfrentamientos directos; 3) Diferencia de puntos; 4) Puntos anotados.
Notas:
1. 1 2  Dinamarca 139–119 Estonia

Primera ventana
| 9 de noviembre de 2023 | Dinamarca                                                                | 81–53                                 | Estonia                                                  | Gentofte |  |
| 19:00                  | Parciales: 18–14, 21–13, 28–12, 14–14                                    | Parciales: 18–14, 21–13, 28–12, 14–14 | Parciales: 18–14, 21–13, 28–12, 14–14                    | |  |
|                        | Estadísticas Jespersen 18 Hesseldal 10 Seilund, Jespersen 4 Hesseldal 26 | Reporte Pts Reb Asts Val              | Estadísticas 10 Pokk 5 tres jugadoras 4 Adams 10 Koorits | Pabellón: Gentofte Sportspark Asistencia: 1200 espectadores Árbitros: Karolina Andersson Bogna Podkowińska Indrė Balnionytė-Gecevičienė |  |

| 9 de noviembre de 2023 | Gran Bretaña                                                    | 62–64                                 | Suecia                                                        | Mánchester |  |
| 19:30                  | Parciales: 18–18, 13–17, 17–15, 14–14                           | Parciales: 18–18, 13–17, 17–15, 14–14 | Parciales: 18–18, 13–17, 17–15, 14–14                         | |  |
|                        | Estadísticas Winterburn 18 Fagbenle 10 Winterburn 7 Fagbenle 21 | Reporte Pts Reb Asts Val              | Estadísticas 18 Lundquist 10 Lundquist 6 Nyström 19 Lundquist | Pabellón: National Basketball Performance Centre Asistencia: 800 espectadores Árbitros: Jelena Tomić Geert Jacobs Tijmen Last |  |

| 12 de noviembre de 2023 | Suecia                                                                | 76–69                                 | Dinamarca                                                      | Norrköping |  |
| 14:00                   | Parciales: 21–20, 16–18, 23–15, 16–16                                 | Parciales: 21–20, 16–18, 23–15, 16–16 | Parciales: 21–20, 16–18, 23–15, 16–16                          | |  |
|                         | Estadísticas Lundquist 28 cuatro jugadoras 5 Eldebrink 6 Lundquist 29 | Reporte Pts Reb Asts Val              | Estadísticas 23 Jespersen 11 Hesseldal 4 Tryggedsson 18 Okosun | Pabellón: Stadium Arena Asistencia: 1400 espectadores Árbitros: Cecília Tóth Ewa Matuszewska Juozas Barkauskas |  |

| 12 de noviembre de 2023 | Estonia                                            | 45–83                                | Gran Bretaña                                              | Tallin |  |
| 16:00                   | Parciales: 12–17, 11–23, 13–16, 9–27               | Parciales: 12–17, 11–23, 13–16, 9–27 | Parciales: 12–17, 11–23, 13–16, 9–27                      | |  |
|                         | Estadísticas Koorits 9 Bratka 9 Kangur 3 Bratka 10 | Reporte Pts Reb Asts Val             | Estadísticas 32 Fagbenle 9 Fagbenle 7 Leonard 35 Fagbenle | Pabellón: Nord Spordihoone Asistencia: 950 espectadores Árbitros: Franko Gracin Ivana Ivanović Kristīne Simanoviča |  |

Segunda ventana
| 7 de noviembre de 2024 | Estonia                                            | 52–82                                | Suecia                                                          | Tallin |  |
| 19:00                  | Parciales: 17–22, 13–14, 7–26, 15–20               | Parciales: 17–22, 13–14, 7–26, 15–20 | Parciales: 17–22, 13–14, 7–26, 15–20                            | |  |
|                        | Estadísticas Lass 17 Pokk 7 Lass, Kangur 3 Lass 24 | Reporte Pts Reb Asts Val             | Estadísticas 30 Lundquist 12 Lundquist 6 Eldebrink 35 Lundquist | Pabellón: Nord Spordihoone Asistencia: 869 espectadores Árbitros: Veronika Obertová Einārs Tukišs Lynn Weiwers |  |

| 7 de noviembre de 2024 | Gran Bretaña                                                       | 75–62                                 | Dinamarca                                                                     | Mánchester |  |
| 19:30                  | Parciales: 19–15, 12–12, 25–19, 19–16                              | Parciales: 19–15, 12–12, 25–19, 19–16 | Parciales: 19–15, 12–12, 25–19, 19–16                                         | |  |
|                        | Estadísticas Wilkinson 14 Wilkinson 10 Winterburn 11 Winterburn 29 | Reporte Pts Reb Asts Val              | Estadísticas 19 Jespersen 8 Tryggedsson 4 Jespersen 14 Tryggedsson, Jespersen | Pabellón: National Basketball Performance Centre Asistencia: 512 espectadores Árbitros: Amal Dahra Andrea Bongiorni Alexandre Maret |  |

| 10 de noviembre de 2024 | Suecia                                                                     | 63–60                                 | Gran Bretaña                                                    | Malmö |  |
| 14:00                   | Parciales: 11–12, 12–16, 20–17, 20–15                                      | Parciales: 11–12, 12–16, 20–17, 20–15 | Parciales: 11–12, 12–16, 20–17, 20–15                           | |  |
|                         | Estadísticas Eldebrink 19 Lundquist 11 Eldebrink, Lundquist 4 Lundquist 18 | Reporte Pts Reb Asts Val              | Estadísticas 22 Winterburn 10 Fagbenle 5 Winterburn 27 Fagbenle | Pabellón: Baltiska Hallen Asistencia: 2150 espectadores Árbitros: Ariadna Chueca Dennis Sirowi Kristīne Simanoviča |  |

| 10 de noviembre de 2024 | Estonia                                                      | 66–58                               | Dinamarca                                                       | Tallin |  |
| 16:00                   | Parciales: 18–22, 8–4, 22–17, 18–15                          | Parciales: 18–22, 8–4, 22–17, 18–15 | Parciales: 18–22, 8–4, 22–17, 18–15                             | |  |
|                         | Estadísticas Kosareva 15 Pokk, Bratka 6 Kangur 5 Kosareva 19 | Reporte Pts Reb Asts Val            | Estadísticas 17 Jespersen 15 Jespersen 4 Jespersen 20 Jespersen | Pabellón: Nord Spordihoone Asistencia: 1000 espectadores Árbitros: Alakbar Hasanov Milita Stalaučinskaitė Anna Belousova |  |

Tercera ventana
| 6 de febrero de 2025 | Gran Bretaña                                                 | 93–42                                | Estonia                                            | Mánchester |  |
| 19:30                | Parciales: 23–10, 23–14, 23–12, 24–6                         | Parciales: 23–10, 23–14, 23–12, 24–6 | Parciales: 23–10, 23–14, 23–12, 24–6               | |  |
|                      | Estadísticas Ashby 12 Wilkinson 10 Winterburn 9 Wilkinson 22 | Reporte Pts Reb Asts Val             | Estadísticas 10 Adams 7 Lass 3 Adams, Lass 20 Lass | Pabellón: National Basketball Performance Centre Asistencia: 548 espectadores Árbitros: Viola Györgyi Veronika Vávrová Zdenko Tomasovic |  |

| 6 de febrero de 2025 | Dinamarca                                              | 72–98                                 | Suecia                                                          | Gentofte |  |
| 19:00                | Parciales: 21–26, 15–22, 17–23, 19–27                  | Parciales: 21–26, 15–22, 17–23, 19–27 | Parciales: 21–26, 15–22, 17–23, 19–27                           | |  |
|                      | Estadísticas Okosun 23 Okosun 12 Jespersen 7 Okosun 32 | Reporte Pts Reb Asts Val              | Estadísticas 18 Lundquist 15 Lundquist 7 Lundquist 39 Lundquist | Pabellón: Gentofte Sportspark Asistencia: 650 espectadores Árbitros: Karolina Andersson Alexandra-Ioana Stan Nikola Bejat |  |

| 9 de febrero de 2025 | Dinamarca                                                           | 58–75                               | Gran Bretaña                                           | Gentofte |  |
| 14:00                | Parciales: 7–22, 17–22, 21–25, 13–6                                 | Parciales: 7–22, 17–22, 21–25, 13–6 | Parciales: 7–22, 17–22, 21–25, 13–6                    | |  |
|                      | Estadísticas Okosun, Mortensen 15 Okosun 13 Sandbäck 4 Mortensen 16 | Reporte Pts Reb Asts Val            | Estadísticas 20 Jump 9 Wilkinson 10 Winterburn 19 Jump | Pabellón: Gentofte Sportspark Asistencia: 650 espectadores Árbitros: Valentin Oliot Joona Haaja Tomasz Wit Langowski |  |

| 9 de febrero de 2025 | Suecia                                                   | 70–51                               | Estonia                                             | Luleå |  |
| 14:00                | Parciales: 21–8, 11–22, 16–8, 22–13                      | Parciales: 21–8, 11–22, 16–8, 22–13 | Parciales: 21–8, 11–22, 16–8, 22–13                 | |  |
|                      | Estadísticas Fontaine 19 Wadling 7 Nyström 5 Fontaine 18 | Reporte Pts Reb Asts Val            | Estadísticas 16 Bratka 10 Bratka 3 Kangur 19 Bratka | Pabellón: Luleå Energi Arena Asistencia: 1950 espectadores Árbitros: David Tomasson Anna Belousova Karol Kowalski |  |

### Grupo E
| Pos. | Equipo  | PJ | G | P | GF  | GC  | DG   | Pts | Clasificación   |        | FRA   | LAT   | ISR   | IRL    |
| ---- | ------- | -- | - | - | --- | --- | ---- | --- | --------------- | ------ | ----- | ----- | ----- | ------ |
| 1    | Francia | 6  | 6 | 0 | 572 | 263 | +309 | 12  | EuroBasket 2025 |        | —     | 71–49 | 94–52 | 125–24 |
| 2    | Letonia | 6  | 4 | 2 | 450 | 459 | −9   | 10  |                 |        | 51–82 | —     | 86–83 | 85–53  |
| 3    | Israel  | 6  | 2 | 4 | 431 | 481 | −50  | 8   |                 | 39–100 | 80–83 | —     | 87–57 |        |
| 4    | Irlanda | 6  | 0 | 6 | 333 | 583 | −250 | 6   |                 | 48–100 | 90–96 | 61–90 | —     |        |

 Fuente: FIBA
Criterios de clasificación: 1) Puntos; 2) Enfrentamientos directos; 3) Diferencia de puntos; 4) Puntos anotados.
Primera ventana
| 9 de noviembre de 2023 | Francia                                                       | 71–49                                | Letonia                                                        | Poitiers |  |
| 20:45                  | Parciales: 23–11, 17–13, 20–8, 11–17                          | Parciales: 23–11, 17–13, 20–8, 11–17 | Parciales: 23–11, 17–13, 20–8, 11–17                           | |  |
|                        | Estadísticas Salaün 15 Michel 7 Bernies 5 Fauthoux, Salaün 13 | Reporte Pts Reb Asts Val             | Estadísticas 8 Pulvere 4 Sila, Strautmane 4 Jākobsone 9 Viksne | Pabellón: Arena Futuroscope Asistencia: 4000 espectadores Árbitros: Valerio Grigioni Veronika Vávrová José Pedroso |  |

| 12 de noviembre de 2023 | Irlanda                                          | 48–100                               | Francia                                           | Dublín |  |
| 17:00                   | Parciales: 17–18, 6–31, 12–31, 13–20             | Parciales: 17–18, 6–31, 12–31, 13–20 | Parciales: 17–18, 6–31, 12–31, 13–20              | |  |
|                         | Estadísticas Melia 16 Herlihy 7 Melia 3 Melia 14 | Reporte Pts Reb Asts Val             | Estadísticas 20 Touré 7 Touré 7 Fauthoux 30 Touré | Pabellón: National Basketball Arena Asistencia: 1000 espectadores Árbitros: Andrada Csender Yasmina Alcaraz Lynn Weiwers |  |

| 8 de febrero de 2024 | Israel                                                | 87–57                                | Irlanda                                             | Riga |  |
| 18:00                | Parciales: 26–16, 25–16, 18–8, 18–17                  | Parciales: 26–16, 25–16, 18–8, 18–17 | Parciales: 26–16, 25–16, 18–8, 18–17                | |  |
|                      | Estadísticas Zipel 17 Simms 9 Simms 6 Baron, Zipel 22 | Reporte Pts Reb Asts Val             | Estadísticas 22 Hickey 13 Hickey 4 Hickey 21 Hickey | Pabellón: Rimi Olympic Centre Asistencia: 10 espectadores Árbitros: Eirini Margarita Tsantali Orhan Cagri Hekimoğlu Elvis Binders-Čoders |  |

| 11 de febrero de 2024 | Letonia                                                            | TE 86–83                                           | Israel                                             | Riga |  |
| 17:00                 | Parciales: 16–19, 19–25, 23–14, 17–17 (T.E.: 11-8)                 | Parciales: 16–19, 19–25, 23–14, 17–17 (T.E.: 11-8) | Parciales: 16–19, 19–25, 23–14, 17–17 (T.E.: 11-8) | |  |
|                       | Estadísticas Steinberga 22 Steinberga 16 Jākobsone 7 Steinberga 35 | Reporte Pts Reb Asts Val                           | Estadísticas 25 Simms 9 Simms 4 Baron 22 Simms     | Pabellón: Rimi Olympic Centre Asistencia: 937 espectadores Árbitros: Jelena Smiljanić Juozas Barkauskas Bogna Podkowińska |  |

Segunda ventana
| 7 de noviembre de 2024 | Francia                                                        | 94–52                                | Israel                                            | Caen |  |
| 21:10                  | Parciales: 23–14, 24–10, 24–8, 23–20                           | Parciales: 23–14, 24–10, 24–8, 23–20 | Parciales: 23–14, 24–10, 24–8, 23–20              | |  |
|                        | Estadísticas Williams 14 Salaün 8 Bernies 5 Ayayi, Williams 20 | Reporte Pts Reb Asts Val             | Estadísticas 14 Rotberg 6 Raber 5 Eisner 15 Raber | Pabellón: Palais des Sports de Caen Asistencia: 4000 espectadores Árbitros: Ivana Ivanovic Sandra Sánchez González Martina Mekelová |  |

| 7 de noviembre de 2024 | Letonia                                                            | 85–53                                | Irlanda                                                          | Riga |  |
| 19:40                  | Parciales: 23–18, 28–13, 21–14, 13–8                               | Parciales: 23–18, 28–13, 21–14, 13–8 | Parciales: 23–18, 28–13, 21–14, 13–8                             | |  |
|                        | Estadísticas Laksa 25 Šteinberga 11 Vihmane, Šteinberga 5 Laksa 30 | Reporte Pts Reb Asts Val             | Estadísticas 13 K. Hickey, Finn 7 O'Connor 4 Herlihy 12 Mulligan | Pabellón: Rimi Olympic Centre Asistencia: 876 espectadores Árbitros: Ewa Matuszewska Milita Stalaučinskaitė Eirini Margarita Tsantali |  |

| 10 de noviembre de 2024 | Irlanda                                                             | 61–90                                | Israel                                           | Riga |  |
| 14:15                   | Parciales: 13–20, 18–26, 21–17, 9–27                                | Parciales: 13–20, 18–26, 21–17, 9–27 | Parciales: 13–20, 18–26, 21–17, 9–27             | |  |
|                         | Estadísticas Herlihy 27 S. Hickey, Rafferty 10 Herlihy 5 Herlihy 26 | Reporte Pts Reb Asts Val             | Estadísticas 21 Simms 10 Simms 10 Simms 31 Simms | Pabellón: Rimi Olympic Centre Asistencia: 50 espectadores Árbitros: Alexandra-Ioana Stan Tom de Lange Marija Ćirić |  |

| 10 de noviembre de 2024 | Letonia                                              | 51–82                                 | Francia                                                 | Riga |  |
| 18:10                   | Parciales: 12–20, 12–18, 10–23, 17–21                | Parciales: 12–20, 12–18, 10–23, 17–21 | Parciales: 12–20, 12–18, 10–23, 17–21                   | |  |
|                         | Estadísticas Šteinberga 19 8 Sila 4 Vihmane Laksa 14 | Reporte Pts Reb Asts Val              | Estadísticas 18 Williams 8 Ayayi 4 Williams 21 Williams | Pabellón: Rimi Olympic Centre Asistencia: 950 espectadores Árbitros: Özlem Yalman Jelena Tomić Sara Månsson |  |

Tercera ventana
| 6 de febrero de 2025 | Francia                                                                      | 125–24                            | Irlanda                                               | Chalon-sur-Saône                                                                                            |  |
| 19:15                | Parciales: 35–7, 29–9, 34–2, 27–6                                            | Parciales: 35–7, 29–9, 34–2, 27–6 | Parciales: 35–7, 29–9, 34–2, 27–6                     | |  |
|                      | Estadísticas Salaün 19 Malonga 9 Fauthoux, Astier 8 Ayayi, Rupert, Astier 24 | Reporte Pts Reb Asts Val          | Estadísticas 9 Melia 4 Hickey 1 tres jugadores 2 Finn | Pabellón: Le Colisée Asistencia: 3214 espectadores Árbitros: Tijmen Last Martina Mekelova Bogna Podkowińska |  |

| 6 de febrero de 2025 | Israel                                           | 80–83                                | Letonia                                                      | Riga |  |
| 19:30                | Parciales: 17–15, 25–34, 9–20, 29–14             | Parciales: 17–15, 25–34, 9–20, 29–14 | Parciales: 17–15, 25–34, 9–20, 29–14                         | |  |
|                      | Estadísticas Raber 20 Raber 20 Eisner 6 Raber 29 | Reporte Pts Reb Asts Val             | Estadísticas 31 Laksa 13 Šteinberga 3 Krēsliņa 20 Šteinberga | Pabellón: Rimi Olympic Centre Asistencia: 0 espectadores Árbitros: Yasmina Alcaraz Josip Jurčević Blaž Zupančič |  |

| 9 de febrero de 2025 | Israel                                              | 39–100                              | Francia                                              | Riga |  |
| 16:00                | Parciales: 16–29, 9–21, 3–26, 11–24                 | Parciales: 16–29, 9–21, 3–26, 11–24 | Parciales: 16–29, 9–21, 3–26, 11–24                  | |  |
|                      | Estadísticas Baron 8 Raber 4 Zipel, Simms 2 Raber 5 | Reporte Pts Reb Asts Val            | Estadísticas 17 Rupert 6 Rupert 8 Fauthoux 26 Rupert | Pabellón: Rimi Olympic Centre Asistencia: 0 espectadores Árbitros: Mihkel Männiste Ewa Matuszewska Natasa Dragojevic |  |

| 9 de febrero de 2025 | Irlanda                                         | 90–96                                 | Letonia                                                          | Dublín |  |
| 17:00                | Parciales: 18–24, 28–27, 22–19, 22–26           | Parciales: 18–24, 28–27, 22–19, 22–26 | Parciales: 18–24, 28–27, 22–19, 22–26                            | |  |
|                      | Estadísticas Melia 26 Melia 12 Melia 5 Melia 31 | Reporte Pts Reb Asts Val              | Estadísticas 33 Šteinberga 17 Šteinberga 7 Vihmane 39 Šteinberga | Pabellón: National Basketball Arena Asistencia: 1200 espectadores Árbitros: Esperanza Mendoza Chess van Looy Armin Mutapcic |  |

### Grupo F
| Pos. | Equipo     | PJ | G | P | GF  | GC  | DG   | Pts | Clasificación   |       | TUR   | SVK   | ROU    | ISL   |
| ---- | ---------- | -- | - | - | --- | --- | ---- | --- | --------------- | ----- | ----- | ----- | ------ | ----- |
| 1    | Turquía    | 6  | 6 | 0 | 495 | 346 | +149 | 12  | EuroBasket 2025 |       | —     | 75–40 | 101–54 | 83–76 |
| 2    | Eslovaquia | 6  | 4 | 2 | 429 | 394 | +35  | 10  |                 |       | 50–65 | —     | 90–52  | 78–55 |
| 3    | Rumania    | 6  | 1 | 5 | 399 | 530 | −131 | 7   |                 | 61–99 | 77–93 | —     | 82–70  |       |
| 4    | Islandia   | 6  | 1 | 5 | 413 | 466 | −53  | 7   |                 | 65–72 | 70–78 | 77–73 | —      |       |

 Fuente: FIBA
Criterios de clasificación: 1) Puntos; 2) Enfrentamientos directos; 3) Diferencia de puntos; 4) Puntos anotados.
Notas:
1. 1 2  Rumanía 155–147 Islandia

Primera ventana
| 9 de noviembre de 2023 | Rumania                                            | 82–70                                 | Islandia                                                                       | Constanza                                                         |  |
| 18:00                  | Parciales: 29–19, 16–19, 20–16, 17–16              | Parciales: 29–19, 16–19, 20–16, 17–16 | Parciales: 29–19, 16–19, 20–16, 17–16                                          |                                                                   |  |
|                        | Estadísticas Podar 14 Virjoghe 9 Podar 9 Armanu 18 | Reporte Pts Reb Asts Val              | Estadísticas 23 Benónýsdóttir 4 Boama, Jónsdóttir 9 Jónsdóttir 19 Ágústsdóttir | Pabellón: Sala Sporturilor Asistencia: 900 espectadores Árbitros: |  |

| 9 de noviembre de 2023 | Turquía                                                     | 75–40                               | Eslovaquia                                                            | Izmit |  |
| 18:30                  | Parciales: 19–8, 24–12, 10–6, 22–14                         | Parciales: 19–8, 24–12, 10–6, 22–14 | Parciales: 19–8, 24–12, 10–6, 22–14                                   | |  |
|                        | Estadísticas Şenyürek 14 Hollingsworth 8 Bayram 5 Bayram 16 | Reporte Pts Reb Asts Val            | Estadísticas 12 Páleníková 4 tres jugadoras 5 Wrzesiński 8 Páleníková | Pabellón: Şehit Polis Recep Topaloğlu Sports Hall Asistencia: 5100 espectadores Árbitros: Amal Dahra Ivana Radinović Ventsislav Velikov |  |

| 12 de noviembre de 2023 | Rumania                                                | 77–93                                 | Eslovaquia                                                        | Constanza |  |
| 18:00                   | Parciales: 23–25, 21–24, 12–23, 21–21                  | Parciales: 23–25, 21–24, 12–23, 21–21 | Parciales: 23–25, 21–24, 12–23, 21–21                             | |  |
|                         | Estadísticas Irimia 21 Virjoghe 12 Podar 5 Virjoghe 32 | Reporte Pts Reb Asts Val              | Estadísticas 27 Páleníková 7 Sedláková 9 Wrzesiński 24 Páleníková | Pabellón: Sala Sporturilor Asistencia: 1100 espectadores Árbitros: Suzana Vujičić Maria Ignatiou Balász Mészáros |  |

| 12 de noviembre de 2023 | Islandia                                                                     | 65–72                                | Turquía                                                        | Hafnarfjörður                                                                                      |  |
| 18:30                   | Parciales: 17–20, 9–19, 24–18, 15–15                                         | Parciales: 17–20, 9–19, 24–18, 15–15 | Parciales: 17–20, 9–19, 24–18, 15–15                           | |  |
|                         | Estadísticas Ágústsdóttir 20 Sigurðardóttir 6 Sævarsdóttir 4 Ágústsdóttir 23 | Reporte Pts Reb Asts Val             | Estadísticas 17 Hollingsworth 9 Bayram 4 Onar 19 Hollingsworth | Pabellón: Ásvellir Asistencia: 800 espectadores Árbitros: Nikola Bejat Patrick Müller Sara Månsson |  |

Segunda ventana
| 7 de noviembre de 2024 | Turquía                                          | 101–54                                | Rumania                                        | Estambul |  |
| 19:00                  | Parciales: 25–16, 33–15, 20–10, 23–13            | Parciales: 25–16, 33–15, 20–10, 23–13 | Parciales: 25–16, 33–15, 20–10, 23–13          | |  |
|                        | Estadísticas McCowan 24 Ataş 8 Uzun 9 McCowan 26 | Reporte Pts Reb Asts Val              | Estadísticas 9 Armanu 6 Ghita 3 Podar 9 Armanu | Pabellón: Basketbol Gelişim Merkezi Asistencia: 1893 espectadores Árbitros: Lukasz Jankowski Azra Mušić Stefan Vukovic |  |

| 7 de noviembre de 2024 | Islandia                                                                                  | 70–78                                 | Eslovaquia                                                    | Hafnarfjörður |  |
| 19:30                  | Parciales: 24–16, 11–24, 18–15, 17–23                                                     | Parciales: 24–16, 11–24, 18–15, 17–23 | Parciales: 24–16, 11–24, 18–15, 17–23                         | |  |
|                        | Estadísticas Rodríguez 29 Jónsdóttir, Rodríguez 5 Ágústsdóttir, Jónsdóttir 4 Rodríguez 27 | Reporte Pts Reb Asts Val              | Estadísticas 15 Jakubcová 10 Mištinová 5 Buknová 21 Jakubcová | Pabellón: Olafssalur Asistencia: 858 espectadores Árbitros: Karolina Andersson Filip Oliver Szczęsny Cynthia Le Quilliec |  |

| 10 de noviembre de 2024 | Islandia                                                             | 77–73                                 | Rumania                                                  | Hafnarfjörður |  |
| 17:00                   | Parciales: 22–25, 22–12, 11–14, 22–22                                | Parciales: 22–25, 22–12, 11–14, 22–22 | Parciales: 22–25, 22–12, 11–14, 22–22                    | |  |
|                         | Estadísticas Rodríguez 25 Sigurðardóttir 13 Rodríguez 9 Rodríguez 30 | Reporte Pts Reb Asts Val              | Estadísticas 18 Ghita 10 Ghita 3 Popescu, Manea 26 Ghita | Pabellón: Olafssalur Asistencia: 900 espectadores Árbitros: Sandra Sánchez González Martin van Hoye Alexander Egil Reiertsen |  |

| 10 de noviembre de 2024 | Eslovaquia                                                              | 50–65                               | Turquía                                              | Bratislava |  |
| 18:00                   | Parciales: 9–19, 9–13, 20–19, 12–14                                     | Parciales: 9–19, 9–13, 20–19, 12–14 | Parciales: 9–19, 9–13, 20–19, 12–14                  | |  |
|                         | Estadísticas Mištinová 11 Buknová, Moravčíková 5 Remenárová 4 Stašová 8 | Reporte Pts Reb Asts Val            | Estadísticas 24 McCowan 13 McCowan 5 Uzun 32 McCowan | Pabellón: GOPASS Arena Asistencia: 2100 espectadores Árbitros: Ivana Ivanović Hrvoje Cavar Milosav Kaluđerović |  |

Tercera ventana
| 6 de febrero de 2025 | Turquía                                               | 83–76                                 | Islandia                                                                   | İzmit |  |
| 19:00                | Parciales: 22–15, 16–18, 26–23, 19–20                 | Parciales: 22–15, 16–18, 26–23, 19–20 | Parciales: 22–15, 16–18, 26–23, 19–20                                      | |  |
|                      | Estadísticas Cora 17 Yıldızhan 11 Uzun 9 Yildizhan 21 | Reporte Pts Reb Asts Val              | Estadísticas 29 Hinriksdóttir 7 Hinriksdóttir 5 Rodríguez 31 Hinriksdóttir | Pabellón: Şehit Polis Recep Topaloğlu Sports Hall Asistencia: 3967 espectadores Árbitros: Siniša Prpa Diana Lapanović Eirini Margarita Tsantali |  |

| 6 de febrero de 2025 | Eslovaquia                                                          | 90–52                               | Rumania                                                   | Bratislava |  |
| 19:00                | Parciales: 24–4, 16–21, 30–7, 20–20                                 | Parciales: 24–4, 16–21, 30–7, 20–20 | Parciales: 24–4, 16–21, 30–7, 20–20                       | |  |
|                      | Estadísticas Páleníková 24 Remenárová 12 Páleníková 4 Páleníková 25 | Reporte Pts Reb Asts Val            | Estadísticas 10 Virjoghe 10 Virjoghe 3 Panait 16 Virjoghe | Pabellón: Gopass Arena Asistencia: 1046 espectadores Árbitros: Ariadna Chueca Suzana Vujičić Lukasz Jankowski |  |

| 9 de febrero de 2025 | Rumania                                           | 61–99                                 | Turquía                                            | Ploiești |  |
| 18:00                | Parciales: 12–23, 17–21, 14–30, 18–25             | Parciales: 12–23, 17–21, 14–30, 18–25 | Parciales: 12–23, 17–21, 14–30, 18–25              | |  |
|                      | Estadísticas Panait 11 Ghita 5 Panait 4 Panait 16 | Reporte Pts Reb Asts Val              | Estadísticas 15 Şenyürek 6 Bayram 5 Uzun 24 Bayram | Pabellón: Olimpia Sports Hall Asistencia: 2000 espectadores Árbitros: Silvia Marziali Ivana Ivanovic Mikheil Vartanov |  |

| 9 de febrero de 2025 | Eslovaquia                                                              | 78–55                               | Islandia                                                           | Bratislava |  |
| 18:00                | Parciales: 10–23, 25–9, 17–8, 26–15                                     | Parciales: 10–23, 25–9, 17–8, 26–15 | Parciales: 10–23, 25–9, 17–8, 26–15                                | |  |
|                      | Estadísticas Dudášová 21 Remenárová, Dudášová 10 Dudášová 5 Dudášová 21 | Reporte Pts Reb Asts Val            | Estadísticas 20 Hinriksdóttir 9 Rodríguez 4 Rodríguez 14 Rodríguez | Pabellón: Gopass Arena Asistencia: 1550 espectadores Árbitros: Jelena Tomic Karolina Andersson Aleksandar Radonjic |  |

### Grupo G
| Pos. | Equipo              | PJ | G | P | GF  | GC  | DG   | Pts | Clasificación   |        | SRB   | POR   | UKR   | MKD    |
| ---- | ------------------- | -- | - | - | --- | --- | ---- | --- | --------------- | ------ | ----- | ----- | ----- | ------ |
| 1    | Serbia              | 6  | 5 | 1 | 480 | 307 | +173 | 11  | EuroBasket 2025 |        | —     | 71–37 | 82–40 | 105–60 |
| 2    | Portugal            | 6  | 5 | 1 | 373 | 326 | +47  | 11  | EuroBasket 2025 |        | 57–40 | —     | 60–57 | 65–52  |
| 3    | Ucrania             | 6  | 2 | 4 | 385 | 420 | −35  | 8   |                 |        | 53–79 | 63–78 | —     | 74–72  |
| 4    | Macedonia del Norte | 6  | 0 | 6 | 336 | 521 | −185 | 6   |                 | 60–103 | 43–76 | 49–98 | —     |        |

 Fuente: FIBA
Criterios de clasificación: 1) Puntos; 2) Enfrentamientos directos; 3) Diferencia de puntos; 4) Puntos anotados.
Notas:
1. 1 2  Serbia 111–94 Portugal

Primera ventana
| 9 de noviembre de 2023 | Serbia                                                               | 82–40                               | Ucrania                                                         | Belgrado |  |
| 18:00                  | Parciales: 26–8, 23–10, 17–8, 16–14                                  | Parciales: 26–8, 23–10, 17–8, 16–14 | Parciales: 26–8, 23–10, 17–8, 16–14                             | |  |
|                        | Estadísticas Krajišnik 22 Krajišnik 13 tres jugadoras 4 Krajišnik 32 | Reporte Pts Reb Asts Val            | Estadísticas 10 Balaban 7 Yurkevichus 3 Uro-Nilie 7 Yurkevichus | Pabellón: Ranko Žeravica Sports Hall Asistencia: 2000 espectadores Árbitros: Alexandra-Ioana Stan Alin Faur Emmouil Tsolakos |  |

| 9 de noviembre de 2023 | Portugal                                                                   | 65–52                                | Macedonia del Norte                                          | Matosinhos |  |
| 20:30                  | Parciales: 14–10, 20–17, 13–18, 18–7                                       | Parciales: 14–10, 20–17, 13–18, 18–7 | Parciales: 14–10, 20–17, 13–18, 18–7                         | |  |
|                        | Estadísticas Bettencourt 15 Kosturkova, da Silva 11 Soeiro 9 Kosturkova 21 | Reporte Pts Reb Asts Val             | Estadísticas 17 Mitrašinoviḱ 7 Hempe 5 Mitrašinoviḱ 19 Hempe | Pabellón: Centro de Desportos e Congressos de Matosinhos Asistencia: 1850 espectadores Árbitros: Yasmina Alcaraz James Kerry Dominique Sandra Sánchez González |  |

| 12 de noviembre de 2023 | Macedonia del Norte                                                 | 60–103                                | Serbia                                                                | Skopje                                                                                                |  |
| 18:00                   | Parciales: 12–30, 16–21, 18–28, 14–24                               | Parciales: 12–30, 16–21, 18–28, 14–24 | Parciales: 12–30, 16–21, 18–28, 14–24                                 | |  |
|                         | Estadísticas Mitrašinoviḱ 23 Hempe 8 Mitrašinoviḱ 6 Mitrašinoviḱ 22 | Reporte Pts Reb Asts Val              | Estadísticas 17 Dugalić 8 Stanković, Krajišnik 6 Anderson 20 Anderson | Pabellón: SRC Kale Asistencia: 500 espectadores Árbitros: Özlem Yalman Nikolaos Tziopanos Sinem Tetik |  |

| 12 de noviembre de 2023 | Ucrania                                                             | 63–78                                 | Portugal                                                   | Riga |  |
| 18:00                   | Parciales: 20–17, 10–12, 19–14, 14–35                               | Parciales: 20–17, 10–12, 19–14, 14–35 | Parciales: 20–17, 10–12, 19–14, 14–35                      | |  |
|                         | Estadísticas Balaban 19 Yurkevichus 15 Yurkevichus 7 Yurkevichus 18 | Reporte Pts Reb Asts Val              | Estadísticas 20 Ferreira 9 Kosturkova 8 Soeiro 22 Ferreira | Pabellón: Rimi Olympic Centre Asistencia: 200 espectadores Árbitros: Ritvars Helmšteins Çisil Güngör Elvis Binders-Čoders |  |

Segunda ventana
| 7 de noviembre de 2024 | Serbia                                                              | 71–37                               | Portugal                                                                 | Belgrado |  |
| 18:00                  | Parciales: 18–12, 15–4, 14–12, 24–9                                 | Parciales: 18–12, 15–4, 14–12, 24–9 | Parciales: 18–12, 15–4, 14–12, 24–9                                      | |  |
|                        | Estadísticas Anderson 16 Anderson, Dugalić 8 Anderson 8 Anderson 27 | Reporte Pts Reb Asts Val            | Estadísticas 12 da Silva 10 Kosturkova 2 Rodrigues, da Costa 11 da Silva | Pabellón: Ranko Žeravica Sports Hall Asistencia: 1200 espectadores Árbitros: Viola Györgyi Maria Ignatiou Alin Faur |  |

| 7 de noviembre de 2024 | Macedonia del Norte                                                        | 49–98                                | Ucrania                                                      | Skopje |  |
| 18:00                  | Parciales: 13–26, 13–26, 7–27, 16–19                                       | Parciales: 13–26, 13–26, 7–27, 16–19 | Parciales: 13–26, 13–26, 7–27, 16–19                         | |  |
|                        | Estadísticas Mitrašinoviḱ 17 Mitrašinoviḱ 7 Mitrašinoviḱ 5 Mitrašinoviḱ 10 | Reporte Pts Reb Asts Val             | Estadísticas 19 Balaban 9 Yurkevichus 10 Dubniuk 22 Iagupova | Pabellón: SRC Kale Asistencia: 100 espectadores Árbitros: Alexandra-Ioana Stan Veronika Vávrová Xhelal Mumini |  |

| 10 de noviembre de 2024 | Macedonia del Norte                                                               | 43–76                                | Portugal                                                                    | Skopje |  |
| 18:00                   | Parciales: 12–22, 10–19, 8–19, 13–16                                              | Parciales: 12–22, 10–19, 8–19, 13–16 | Parciales: 12–22, 10–19, 8–19, 13–16                                        | |  |
|                         | Estadísticas Mitrašinoviḱ 16 Hempe, Mitrašinoviḱ 6 Mitrašinoviḱ 3 Mitrašinoviḱ 13 | Reporte Pts Reb Asts Val             | Estadísticas 16 Bettencourt 11 Kosturkova 5 Soeiro, Rodrigues 18 Kosturkova | Pabellón: SRC Kale Asistencia: 150 espectadores Árbitros: Stylianos Simeonidis Suzana Vujičić Vladimir Zanev |  |

| 10 de noviembre de 2024 | Ucrania                                                         | 53–79                                | Serbia                                                 | Riga |  |
| 21:30                   | Parciales: 18–27, 14–23, 19–11, 2–18                            | Parciales: 18–27, 14–23, 19–11, 2–18 | Parciales: 18–27, 14–23, 19–11, 2–18                   | |  |
|                         | Estadísticas Uro-Nilie 14 Yurkevichus 11 Dubniuk 6 Uro-Nilie 14 | Reporte Pts Reb Asts Val             | Estadísticas 19 Anderson 6 Raca 4 Anderson 22 Anderson | Pabellón: Rimi Olympic Centre Asistencia: 200 espectadores Árbitros: Juozas Barkauskas Karolina Andersson Jānis Rozenbergs |  |

Tercera ventana
| 6 de febrero de 2025 | Serbia                                                              | 105–60                                | Macedonia del Norte                                              | Belgrado |  |
| 18:00                | Parciales: 27–17, 24–14, 23–18, 31–11                               | Parciales: 27–17, 24–14, 23–18, 31–11 | Parciales: 27–17, 24–14, 23–18, 31–11                            | |  |
|                      | Estadísticas Anderson, Nogić 21 Topuzović 8 Anderson 10 Anderson 34 | Reporte Pts Reb Asts Val              | Estadísticas 17 Mitrashinovikj 6 Hempe 4 Nikolikj 15 Stojanovska | Pabellón: Aleksandar Nikolić Hall Asistencia: 2500 espectadores Árbitros: Joaquín García González Vlad-Theodor Cotrobas-Dascalu Monika Mincheva |  |

| 6 de febrero de 2025 | Portugal                                                                       | 60–57                                 | Ucrania                                                                 | Coímbra |  |
| 19:00                | Parciales: 16–17, 13–12, 13–11, 18–17                                          | Parciales: 16–17, 13–12, 13–11, 18–17 | Parciales: 16–17, 13–12, 13–11, 18–17                                   | |  |
|                      | Estadísticas Rodrigues, da Costa 14 Kostourkova 9 Bettencourt 3 Kostourkova 17 | Reporte Pts Reb Asts Val              | Estadísticas 21 Filevych 8 Filevych, Yurkevichus 8 Iagupova 25 Filevych | Pabellón: Pabellón Polideportivo Dr. Mário Mexia Asistencia: 1197 espectadores Árbitros: Cisil Güngör Alberto Sánchez Sixto Ioannis Tiganis |  |

| 9 de febrero de 2025 | Portugal                                                         | 57–40                                | Serbia                                                                  | Coímbra |  |
| 17:00                | Parciales: 12–14, 16–13, 14–11, 15–2                             | Parciales: 12–14, 16–13, 14–11, 15–2 | Parciales: 12–14, 16–13, 14–11, 15–2                                    | |  |
|                      | Estadísticas da Costa 15 Kostourkova 8 Bettencourt 4 da Costa 20 | Reporte Pts Reb Asts Val             | Estadísticas 9 Anderson 7 Topuzović 2 Nogic, Đorđević 8 Mitrovic, Nogic | Pabellón: Pabellón Polideportivo Dr. Mário Mexia Asistencia: 1650 espectadores Árbitros: Cecília Montgomery-Tóth Arnau Padrós Paulina Karolina Gajdosz |  |

| 9 de febrero de 2025 | Ucrania                                                            | 74–72                                 | Macedonia del Norte                                                                | Riga |  |
| 20:00                | Parciales: 22–12, 15–18, 21–18, 16–24                              | Parciales: 22–12, 15–18, 21–18, 16–24 | Parciales: 22–12, 15–18, 21–18, 16–24                                              | |  |
|                      | Estadísticas Iagupova 19 Yurkevichus 13 Iagupova 10 Yurkevichus 20 | Reporte Pts Reb Asts Val              | Estadísticas 33 Mitrashinovikj 7 Mitrashinovikj 7 Mitrashinovikj 32 Mitrashinovikj | Pabellón: Rimi Olympic Center Asistencia: 100 espectadores Árbitros: Emma Perry Einars Tukiss Andžej Urbanovič |  |

### Grupo H
| Pos. | Equipo               | PJ | G | P | GF  | GC  | DG   | Pts | Clasificación   |       | MNE   | SUI   | LUX   | BIH   |
| ---- | -------------------- | -- | - | - | --- | --- | ---- | --- | --------------- | ----- | ----- | ----- | ----- | ----- |
| 1    | Montenegro           | 6  | 4 | 2 | 443 | 362 | +81  | 10  | EuroBasket 2025 |       | —     | 85–61 | 86–53 | 85–52 |
| 2    | Suiza                | 6  | 4 | 2 | 391 | 333 | +58  | 10  | EuroBasket 2025 |       | 55–47 | —     | 48–56 | 87–39 |
| 3    | Luxemburgo           | 6  | 4 | 2 | 379 | 343 | +36  | 10  |                 |       | 71–49 | 44–59 | —     | 77–64 |
| 4    | Bosnia y Herzegovina | 6  | 0 | 6 | 324 | 499 | −175 | 6   |                 | 70–91 | 62–81 | 37–78 | —     |       |

 Fuente: FIBA
Criterios de clasificación: 1) Puntos; 2) Enfrentamientos directos; 3) Diferencia de puntos; 4) Puntos anotados.
Notas:
1. 1 2 3  Montenegro: 6 pts., +27 DP; Suiza: 6 pts., -9 DP; Luxemburgo: 6 pts., -18 DP

Primera ventana
| 9 de noviembre de 2023 | Suiza                                                                      | 48–56                                | Luxemburgo                                                   | Friburgo |  |
| 19:30                  | Parciales: 17–16, 14–10, 7–11, 10–19                                       | Parciales: 17–16, 14–10, 7–11, 10–19 | Parciales: 17–16, 14–10, 7–11, 10–19                         | |  |
|                        | Estadísticas Schwarz, Herminjard 12 Heide 12 Herminjard, Fora 4 Schwarz 17 | Reporte Pts Reb Asts Val             | Estadísticas 16 Skrijelj 12 Etute 4 Etute 20 Skrijelj, Etute | Pabellón: Site Sportif Saint-Léonard Asistencia: 650 espectadores Árbitros: Veronika Overtová Joana Pessoa Maria Ignatiou |  |

| 9 de noviembre de 2023 | Bosnia y Herzegovina                                       | 70–91                                 | Montenegro                                                     | Sarajevo                                                                                                   |  |
| 20:00                  | Parciales: 12–18, 18–24, 22–24, 18–25                      | Parciales: 12–18, 18–24, 22–24, 18–25 | Parciales: 12–18, 18–24, 22–24, 18–25                          | |  |
|                        | Estadísticas Brčaninović 24 Deura 7 Deura 4 Brčaninović 27 | Reporte Pts Reb Asts Val              | Estadísticas 19 Davis-Reimer 6 Živković 7 Živković 20 Živković | Pabellón: Sports Hall Hills Asistencia: 500 espectadores Árbitros: Ariadna Chueca Çisil Güngör Viktor Nagy |  |

| 12 de noviembre de 2023 | Luxemburgo                                               | 77–64                                 | Bosnia y Herzegovina                                           | Ciudad de Luxemburgo                                                                                           |  |
| 17:00                   | Parciales: 24–12, 23–22, 12–13, 18–17                    | Parciales: 24–12, 23–22, 12–13, 18–17 | Parciales: 24–12, 23–22, 12–13, 18–17                          | |  |
|                         | Estadísticas Etute 25 Etute 14 tres jugadoras 2 Etute 35 | Reporte Pts Reb Asts Val              | Estadísticas 13 Brčaninović 7 Brčaninović 4 Domuzin 13 Domuzin | Pabellón: D'Coque Asistencia: 800 espectadores Árbitros: Sonia Teixeira Marion Ortis Eirini Margarita Tsantali |  |

| 12 de noviembre de 2023 | Montenegro                                                        | 85–61                                 | Suiza                                                         | Herceg Novi |  |
| 18:00                   | Parciales: 13–12, 28–12, 25–22, 19–15                             | Parciales: 13–12, 28–12, 25–22, 19–15 | Parciales: 13–12, 28–12, 25–22, 19–15                         | |  |
|                         | Estadísticas Radonjić 13 cuatro jugadoras 5 Vučetić 5 Radonjić 18 | Reporte Pts Reb Asts Val              | Estadísticas 17 Herminjard 10 Schwarz 6 Herminjard 16 Schwarz | Pabellón: Sportski Centar Igalo Asistencia: 1500 espectadores Árbitros: Gilbert Hoxha Martina Mekelová Anastasia Tsakiraki |  |

Segunda ventana
| 7 de noviembre de 2024 | Bosnia y Herzegovina                                                | 62–81                                 | Suiza                                              | Sarajevo |  |
| 18:00                  | Parciales: 13–19, 15–30, 17–20, 17–12                               | Parciales: 13–19, 15–30, 17–20, 17–12 | Parciales: 13–19, 15–30, 17–20, 17–12              | |  |
|                        | Estadísticas Domuzin 21 Brčaninović 10 Brčaninović 5 Brčaninović 18 | Reporte Pts Reb Asts Val              | Estadísticas 19 Herminjard 10 Heide 7 Fora 22 Fora | Pabellón: Mirza Delibašić Hall Asistencia: 200 espectadores Árbitros: Özlem Yalman Sarty Nghixulifwa Balász Mészáros |  |

| 7 de noviembre de 2024 | Luxemburgo                                        | 71–49                                | Montenegro                                                             | Ciudad de Luxemburgo                                                                                 |  |
| 19:00                  | Parciales: 18–17, 28–11, 13–7, 12–14              | Parciales: 18–17, 28–11, 13–7, 12–14 | Parciales: 18–17, 28–11, 13–7, 12–14                                   | |  |
|                        | Estadísticas Cahill 32 Etute 12 Simon 7 Cahill 32 | Reporte Pts Reb Asts Val             | Estadísticas 16 Živković 9 Kovačević 3 Živaljević, Leković 15 Živković | Pabellón: D'Coque Asistencia: 622 espectadores Árbitros: Yasmina Alcaraz Diogo Martins Nermin Hodzic |  |

| 10 de noviembre de 2024 | Luxemburgo                                               | 44–59                               | Suiza                                                    | Ciudad de Luxemburgo                                                                                   |  |
| 17:00                   | Parciales: 10–18, 11–13, 17–7, 6–21                      | Parciales: 10–18, 11–13, 17–7, 6–21 | Parciales: 10–18, 11–13, 17–7, 6–21                      | |  |
|                         | Estadísticas Cahill 15 Etute 14 Simon, Cahill 4 Etute 23 | Reporte Pts Reb Asts Val            | Estadísticas 12 Favre 14 Schwarz 4 Herminjard 15 Schwarz | Pabellón: D'Coque Asistencia: 1300 espectadores Árbitros: Silvia Marziali Diana Lapanović Pierre Landy |  |

| 10 de noviembre de 2024 | Montenegro                                                                | 85–52                                 | Bosnia y Herzegovina                                                       | Bar |  |
| 18:00                   | Parciales: 17–10, 18–11, 23–16, 27–15                                     | Parciales: 17–10, 18–11, 23–16, 27–15 | Parciales: 17–10, 18–11, 23–16, 27–15                                      | |  |
|                         | Estadísticas Živaljević 13 Kovačević 10 Živković, Leković 6 Živaljević 18 | Reporte Pts Reb Asts Val              | Estadísticas 17 Brčaninović 11 Brčaninović 2 Domuzin, Dosic 14 Brčaninović | Pabellón: Pabellón Deportivo Topolica Asistencia: 500 espectadores Árbitros: Viola Györgyi Vicente Martínez Silla Gilbert Hoxha |  |

Tercera ventana
| 6 de febrero de 2025 | Bosnia y Herzegovina                            | 37–78                               | Luxemburgo                                       | Sarajevo |  |
| 18:00                | Parciales: 8–21, 11–14, 7–21, 11–22             | Parciales: 8–21, 11–14, 7–21, 11–22 | Parciales: 8–21, 11–14, 7–21, 11–22              | |  |
|                      | Estadísticas Domuzin 12 Sipka 8 Bekic 2 Sipka 4 | Reporte Pts Reb Asts Val            | Estadísticas 25 Simon 10 Etute 6 Cahill 40 Simon | Pabellón: Sports Hall Hills Asistencia: 150 espectadores Árbitros: Paulina Karolina Gajdosz Ioannis Agrafiotis Viktor Nagy |  |

| 6 de febrero de 2025 | Suiza                                                                 | 55–47                              | Montenegro                                                 | Aarau |  |
| 19:30                | Parciales: 10–14, 15–15, 7–9, 23–9                                    | Parciales: 10–14, 15–15, 7–9, 23–9 | Parciales: 10–14, 15–15, 7–9, 23–9                         | |  |
|                      | Estadísticas Herminjard 18 Martínez, Fora 10 tres jugadoras 1 Fora 13 | Reporte Pts Reb Asts Val           | Estadísticas 12 Mack, Kovačević 10 Mack 3 Živković 17 Mack | Pabellón: Sporthalle Schachen Asistencia: 800 espectadores Árbitros: Veronika Obértová Amal Dahra Andrea Bongiorni |  |

| 9 de febrero de 2025 | Suiza                                                                 | 87–39                                | Bosnia y Herzegovina                               | Aarau |  |
| 16:00                | Parciales: 23–8, 21–10, 21–11, 22–10                                  | Parciales: 23–8, 21–10, 21–11, 22–10 | Parciales: 23–8, 21–10, 21–11, 22–10               | |  |
|                      | Estadísticas Martínez 20 Martínez, Schwarz 9 Herminjard 7 Martínez 27 | Reporte Pts Reb Asts Val             | Estadísticas 12 Guska 7 Domuzin 5 Domuzin 13 Guska | Pabellón: Sporthalle Schachen Asistencia: 1250 espectadores Árbitros: Orhan Cagri Hekimoglu Maria Ignatiou Alexandra-Ioana Stan |  |

| 9 de febrero de 2025 | Montenegro                                        | 86–53                                | Luxemburgo                                          | Bar |  |
| 16:00                | Parciales: 31–12, 6–14, 27–15, 22–12              | Parciales: 31–12, 6–14, 27–15, 22–12 | Parciales: 31–12, 6–14, 27–15, 22–12                | |  |
|                      | Estadísticas Mack 15 Mack 7 Živković 7 Leković 20 | Reporte Pts Reb Asts Val             | Estadísticas 13 Cahill 10 Cahill 8 Cahill 21 Cahill | Pabellón: Pabellón Deportivo Topolica Asistencia: 400 espectadores Árbitros: Ariadna Chueca Mehmet Şahin Tijmen Last |  |

### Ranking de segundos clasificados
| Pos. | Grp | Equipo       | PJ | G | P | GF  | GC  | DG   | Pts | Clasificación   |
| ---- | --- | ------------ | -- | - | - | --- | --- | ---- | --- | --------------- |
| 1    | G   | Portugal     | 6  | 5 | 1 | 373 | 326 | +47  | 11  | EuroBasket 2025 |
| 2    | D   | Gran Bretaña | 6  | 4 | 2 | 448 | 334 | +114 | 10  | EuroBasket 2025 |
| 3    | C   | Lituania     | 6  | 4 | 2 | 493 | 402 | +91  | 10  | EuroBasket 2025 |
| 4    | H   | Suiza        | 6  | 4 | 2 | 391 | 333 | +58  | 10  | EuroBasket 2025 |
| 5    | A   | Croacia      | 6  | 4 | 2 | 456 | 407 | +49  | 10  |                 |
| 6    | F   | Eslovaquia   | 6  | 4 | 2 | 429 | 394 | +35  | 10  |                 |
| 7    | E   | Letonia      | 6  | 4 | 2 | 450 | 459 | −9   | 10  |                 |
| 8    | B   | Hungría      | 6  | 3 | 3 | 441 | 406 | +35  | 9   |                 |

 Fuente: FIBA
Criterios de clasificación: 1) Puntos; 2) Enfrentamientos directos; 3) Diferencia de puntos; 4) Puntos anotados.

### Grupo I
Los resultados de los partidos de este grupo no cuentan para la clasificación, ya que los cuatro equipos están ya clasificados automáticamente como anfitriones.
| Pos. | Equipo          | PJ | G | P | GF  | GC  | DG  | Pts |  | ITA   | GER   | CZE   | GRE   |
| ---- | --------------- | -- | - | - | --- | --- | --- | --- |  | ----- | ----- | ----- | ----- |
| 1    | Italia          | 6  | 4 | 2 | 407 | 357 | +50 | 10  |  | —     | 79–60 | 68–47 | 76–67 |
| 2    | Alemania        | 6  | 4 | 2 | 418 | 397 | +21 | 10  |  | 53–70 | —     | 74–67 | 79–76 |
| 3    | República Checa | 6  | 2 | 4 | 376 | 437 | −61 | 8   |  | 74–69 | 41–85 | —     | 81–66 |
| 4    | Grecia          | 6  | 2 | 4 | 404 | 414 | −10 | 8   |  | 56–45 | 64–67 | 75–66 | —     |

 Fuente: FIBA
Criterios de clasificación: 1) Puntos; 2) Enfrentamientos directos; 3) Diferencia de puntos; 4) Puntos anotados.
Notas:
1. 1 2  Italia 149–113 Alemania
2. 1 2  República Checa 147–141 Grecia

Primera ventana
| 9 de noviembre de 2023 | República Checa                                                         | 41–85                               | Alemania                                                             | Praga |  |
| 18:00                  | Parciales: 9–19, 10–22, 8–21, 14–23                                     | Parciales: 9–19, 10–22, 8–21, 14–23 | Parciales: 9–19, 10–22, 8–21, 14–23                                  | |  |
|                        | Estadísticas Voráčková 10 Čechová 8 Pospíšilová, Voráčková 4 Čechová 10 | Reporte Pts Reb Asts Val            | Estadísticas 21 S. Sabally 13 N. Sabally 5 Brunckhorst 31 N. Sabally | Pabellón: Královka Arena Asistencia: 1350 espectadores Árbitros: Cecília Montgomery-Tóth Sinem Tetik Franko Gracin |  |

| 9 de noviembre de 2023 | Italia                                                  | 76–67                                 | Grecia                                                         | Vigevano |  |
| 20:00                  | Parciales: 24–10, 15–21, 14–17, 23–19                   | Parciales: 24–10, 15–21, 14–17, 23–19 | Parciales: 24–10, 15–21, 14–17, 23–19                          | |  |
|                        | Estadísticas Cubaj 18 tres jugadoras 8 Cubaj 5 Cubaj 27 | Reporte Pts Reb Asts Val              | Estadísticas 21 Spanou 10 Spanou 10 Pavlopoulou 22 Pavlopoulou | Pabellón: Palasport Vigevano Asistencia: 1500 espectadores Árbitros: Özlem Yalman Laure Coanus Blaž Zupančič |  |

| 12 de noviembre de 2023 | Grecia                                                                  | 75–66                                 | República Checa                                                    | Calcis |  |
| 17:00                   | Parciales: 18–11, 19–23, 24–18, 14–14                                   | Parciales: 18–11, 19–23, 24–18, 14–14 | Parciales: 18–11, 19–23, 24–18, 14–14                              | |  |
|                         | Estadísticas Christinaki 20 Christinaki 7 Pavlopoulou 11 Christinaki 22 | Reporte Pts Reb Asts Val              | Estadísticas 16 tres jugadoras 9 Šotolová 9 Voráčková 21 Voráčková | Pabellón: Tasos Kampouris Kanithou Indoor Hall Asistencia: 1400 espectadores Árbitros: Ariadna Chueca Zoran Mitrovski Josip Jurčević |  |

| 12 de noviembre de 2023 | Alemania                                                           | 53–70                                | Italia                                          | Hamburgo |  |
| 17:30                   | Parciales: 8–21, 19–15, 12–12, 14–22                               | Parciales: 8–21, 19–15, 12–12, 14–22 | Parciales: 8–21, 19–15, 12–12, 14–22            | |  |
|                         | Estadísticas N. Sabally 12 N. Sabally 9 S. Sabally 4 N. Sabally 13 | Reporte Pts Reb Asts Val             | Estadísticas 17 Villa 13 Cubaj 3 Villa 19 Villa | Pabellón: Edel-optics.de Arena Asistencia: 3400 espectadores Árbitros: Viola Györgyi Alexandra-Ioana Stan Paulina Karolina Gajdosz |  |

Segunda ventana
| 7 de noviembre de 2024 | Italia                                              | 68–47                              | República Checa                                                                     | Génova |  |
| 18:15                  | Parciales: 25–17, 8–9, 17–6, 18–15                  | Parciales: 25–17, 8–9, 17–6, 18–15 | Parciales: 25–17, 8–9, 17–6, 18–15                                                  | |  |
|                        | Estadísticas Andrè 10 Keys 8 Zandalasini 5 Andrè 17 | Reporte Pts Reb Asts Val           | Estadísticas 10 Čechová, Reisingerová 7 Voráčková, Čechová 5 Voráčková 17 Voráčková | Pabellón: Palasport di Genova Asistencia: 2000 espectadores Árbitros: Çisil Güngör Jelena Tomic Diana Lapanović |  |

| 7 de noviembre de 2024 | Alemania                                              | 79–76                                 | Grecia                                                              | Hagen |  |
| 19:30                  | Parciales: 19–19, 20–16, 19–18, 21–23                 | Parciales: 19–19, 20–16, 19–18, 21–23 | Parciales: 19–19, 20–16, 19–18, 21–23                               | |  |
|                        | Estadísticas Gülich 16 Gülich 14 Peterson 5 Gülich 23 | Reporte Pts Reb Asts Val              | Estadísticas 23 Tsineke 12 Spanou 8 Pavlopoulou 19 Tsineke, Fasoula | Pabellón: Ischelandhalle Asistencia: 2847 espectadores Árbitros: Cecília Montgomery-Tóth Ritvars Helmšteins Rainis Värv |  |

| 10 de noviembre de 2024 | Grecia                                                         | 56–45                              | Italia                                                               | Calcis |  |
| 14:45                   | Parciales: 23–20, 10–8, 9–7, 14–10                             | Parciales: 23–20, 10–8, 9–7, 14–10 | Parciales: 23–20, 10–8, 9–7, 14–10                                   | |  |
|                         | Estadísticas Fasoula 24 Spanou, Fasoula 13 Spanou 5 Fasoula 28 | Reporte Pts Reb Asts Val           | Estadísticas 14 Villa 5 tres jugadoras 2 cuatro jugadoras 10 Fassina | Pabellón: Tasos Kampouris Kanithou Indoor Hall Asistencia: 1200 espectadores Árbitros: Paulina Karolina Gajdosz Zoran Mitrovski Nataša Dragojević |  |

| 10 de noviembre de 2024 | Alemania                                                | 74–67                                 | República Checa                                                | Wetzlar                                                                                               |  |
| 17:00                   | Parciales: 20–20, 17–17, 20–10, 17–20                   | Parciales: 20–20, 17–17, 20–10, 17–20 | Parciales: 20–20, 17–17, 20–10, 17–20                          | |  |
|                         | Estadísticas Wilke 17 Gülich 10 Geiselsöder 5 Gülich 17 | Reporte Pts Reb Asts Val              | Estadísticas 21 Čechová 10 Čechová 3 tres jugadoras 29 Čechová | Pabellón: Buderus Arena Asistencia: 1649 espectadores Árbitros: Amal Dahra Zdravko Rutešić Emma Perry |  |

Tercera ventana
| 6 de febrero de 2025 | Italia                                                                   | 79–60                                | Alemania                                                             | Faenza |  |
| 20:30                | Parciales: 23–21, 15–17, 22–6, 19–16                                     | Parciales: 23–21, 15–17, 22–6, 19–16 | Parciales: 23–21, 15–17, 22–6, 19–16                                 | |  |
|                      | Estadísticas Pan 21 Verona, Andrè 5 Verona, Zandalasini 6 Verona, Pan 16 | Reporte Pts Reb Asts Val             | Estadísticas 15 Sabally 8 Sabally, Geiselsöder 6 Peterson 19 Sabally | Pabellón: Palacattani Asistencia: 1800 espectadores Árbitros: Kirile Tvauri Domen Krajnc Sandra Sánchez González |  |

| 6 de febrero de 2025 | República Checa                                                                      | 81–66                                 | Grecia                                                        | Brno |  |
| 18:00                | Parciales: 15–21, 19–16, 20–14, 27–15                                                | Parciales: 15–21, 19–16, 20–14, 27–15 | Parciales: 15–21, 19–16, 20–14, 27–15                         | |  |
|                      | Estadísticas Hamzová, Reisingerová 14 Reisingerová 13 Reisingerová 6 Reisingerová 27 | Reporte Pts Reb Asts Val              | Estadísticas 25 Spanou 7 Christinaki 12 Pavlopoulou 27 Spanou | Pabellón: Pabellón Deportivo Vodova Asistencia: 1014 espectadores Árbitros: Arnau Padrós Elvis Binders-Coders Sara Månsson |  |

| 9 de febrero de 2025 | República Checa                                                   | 74–69                                 | Italia                                          | Brno |  |
| 16:00                | Parciales: 23–27, 18–12, 13–15, 20–15                             | Parciales: 23–27, 18–12, 13–15, 20–15 | Parciales: 23–27, 18–12, 13–15, 20–15           | |  |
|                      | Estadísticas Holešínská 17 Pospíšilová 6 Voráčková 7 Voráčková 16 | Reporte Pts Reb Asts Val              | Estadísticas 16 Cubaj 10 Cubaj 7 Villa 26 Cubaj | Pabellón: Pabellón Deportivo Vodova Asistencia: 1200 espectadores Árbitros: Josip Jurcevic Suzana Vujicic Nemanja Vlahovic |  |

| 9 de febrero de 2025 | Grecia                                                         | 64–67                                 | Alemania                                                     | Glyfada |  |
| 17:00                | Parciales: 16–20, 10–17, 13–11, 25–19                          | Parciales: 16–20, 10–17, 13–11, 25–19 | Parciales: 16–20, 10–17, 13–11, 25–19                        | |  |
|                      | Estadísticas Fasoula 17 Spanou, Fasoula 9 Tsineke 6 Fasoula 19 | Reporte Pts Reb Asts Val              | Estadísticas 22 Geiselsöder 9 Fiebich 7 Wilke 22 Geiselsöder | Pabellón: Municipal Athletic Center "Makis Lioukas" Asistencia: 1850 espectadores Árbitros: Nikola Perlic Veronika Obertová Natalie Galuk |  |

## Equipos clasificados
| Equipo          | Método de clasificación                  | Fecha de clasificación  | Participaciones | Última | Mejor resultado          |
| --------------- | ---------------------------------------- | ----------------------- | --------------- | ------ | ------------------------ |
| República Checa | Países anfitriones                       | 8 de septiembre de 2023 | 15              | 2023   | (2005)                   |
| Alemania        | Países anfitriones                       | 8 de septiembre de 2023 | 16              | 2023   | (1997)                   |
| Grecia          | Países anfitriones                       | 8 de septiembre de 2023 | 10              | 2023   | 4º lugar (2017)          |
| Italia          | Países anfitriones                       | 8 de septiembre de 2023 | 34              | 2023   | (1938)                   |
| Suecia          | Ganadora del grupo D                     | 10 de noviembre de 2024 | 8               | 2021   | 6º lugar (2019)          |
| Turquía         | Ganadora del grupo F                     | 10 de noviembre de 2024 | 10              | 2023   | (2011)                   |
| España          | Ganadora del grupo A                     | 6 de febrero de 2025    | 22              | 2023   | (1993, 2013, 2017, 2019) |
| Francia         | Ganadora del grupo E                     | 6 de febrero de 2025    | 34              | 2023   | (2001, 2009)             |
| Serbia          | Ganadora del grupo G                     | 6 de febrero de 2025    | 10              | 2023   | (2015, 2021)             |
| Bélgica         | Ganadora del grupo C                     | 9 de febrero de 2025    | 14              | 2023   | (2023)                   |
| Gran Bretaña    | Top 4 de segundos clasificados (grupo D) | 9 de febrero de 2025    | 5               | 2023   | 4º lugar (2019)          |
| Lituania        | Top 4 de segundos clasificados (grupo C) | 9 de febrero de 2025    | 11              | 2015   | (1997)                   |
| Montenegro      | Ganadora del grupo H                     | 9 de febrero de 2025    | 7               | 2023   | 6º lugar (2011)          |
| Portugal        | Top 4 de segundos clasificados (grupo G) | 9 de febrero de 2025    | Debut           | Debut  | Debut                    |
| Eslovenia       | Ganadora del grupo B                     | 9 de febrero de 2025    | 4               | 2023   | 10º lugar (2019, 2021)   |
| Suiza           | Top 4 de segundos clasificados (grupo H) | 9 de febrero de 2025    | 4               | 1956   | 5º lugar (1938)          |